# Аллу (остров)
Аллу или Аллусаар (эст. Allu или эст. Allusaar) — необитаемый остров в районе Финского залива, в Балтийском море, Эстония. Остров расположен в 35 км к северо-востоку от Таллина. Исторические немецкие названия: Allot или Allosaar.

## История
В 1851 году буря принесла на пляж острова кальмара длиной 9,7 метров.
10 ноября 1938 года правительство Эстонской Республики ввело остров в качестве зоны защиты птиц. На острове запретили охотиться на птиц, разбивать гнезда птиц, собирать яйца птиц, беспокоить птиц и размещать другие виды птиц.

## География
Аллу расположен в 1 км к востоку от острова Рамму. Остров относится к волости Йыэляхтме уезда Харьюмаа.

## Описание
Площадь острова 1,3 гектара (13 000 м²), 250 метров в длину и 100 метров в ширину. Наивысшая точка 1,5 метра над уровнем моря. Поверхность острова каменистая.